# Sébaco
Sébaco é um município da Nicarágua, situado no departamento de Matagalpa. Tem 290 km² de área e sua população em 2020 foi estimada em 37.961 habitantes.